# 瑰麗山海號列車
瑰麗山海（日語：ベル・モンターニュ・エ・メール）是由日本的西日本旅客鐵道公司所營運，在特定時段裡行經城端線或冰見線的觀光用途快速列車。
此列車的原名，是採用法文語句所對應的日語讀音，該法文語句的原始含意則是「美麗的山與海」，而在日本當地多將此列車以來簡稱之。

## 歷史
2015年在北陸新幹線開通後，為了讓利用新幹線來到北陸一帶的其他日本縣市旅客能更方便體驗當地觀光，西日本旅客鐵道開始著手在城端線與冰見線安排觀光列車。
基於城端線一帶是面臨靠山的景色，冰見線是行經面向海洋的景色，便決定取用法文裡含意代表著「美麗的山與海」的句子，來作為此觀光列車的名稱。此觀光列車則在2015年10月10日正式啟用。

## 車輛

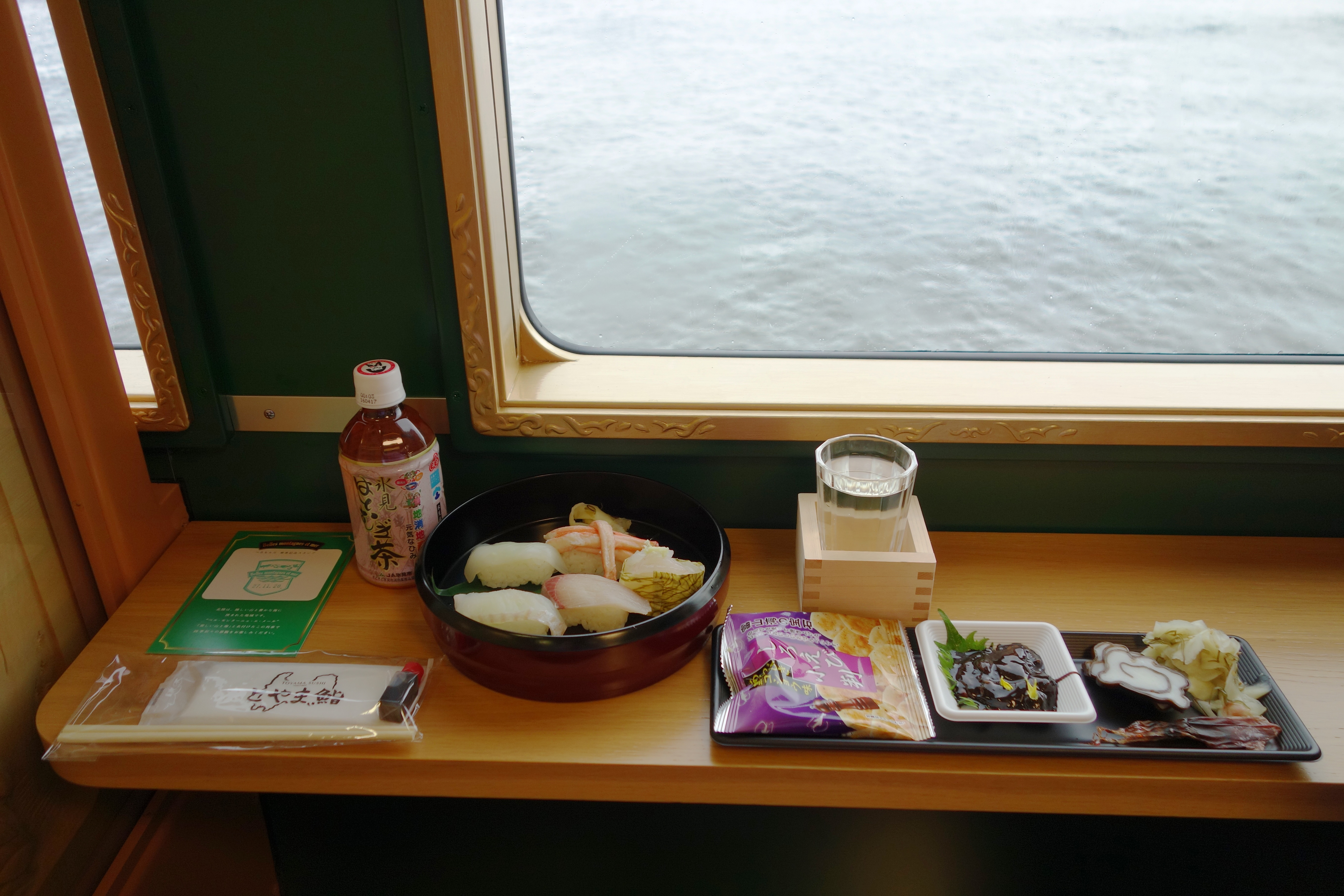
車內獨售的壽司餐點與微醉酒精飲料。

使用的車輛是由日本國鐵KiHa40系柴聯車改造而成（Kiha40 2027），並僅使用一節車廂來乘載旅客。
車內裝飾是採用南砺市所生產的木雕手工藝品為主，藝品是以列車所在地富山縣一帶的人文風情作為主題，包含有五箇山的民謠表演筑子舞，以及代表南砺市的花草，如香椿、日本百合等等。

## 營運狀況
瑰麗山海是在各週的週末兩日行駛，且兩日各有不同的行駛路線。以城端線為主的路線，是從城端線起點高岡車站開向終點城端車站，讓遊客能在城端車站搭乘開往合掌造形式住屋的五箇山、白川鄉等山區觀光地的巴士。另一以冰見線為主的路線，則是先從城端線的新高岡車站開至高岡車站後，改走向從高岡車站前往冰見車站的冰見線，讓遊客欣賞面向雨晴海岸另一端的立山連峰景色。

### 停靠站
- 城端線為主：高岡 - 新高岡 - 砺波 - 福野 - 福光 - 城端
- 冰見線為主：新高岡 - 高岡 - 伏木 - 雨晴 - 冰見

## 外部連結
- 瑰麗山海號列車的官方介紹 （页面存档备份，存于）（日語）